# Haemaphysalis luzonensis
Haemaphysalis luzonensis är en fästingart som beskrevs av Harry Hoogstraal och Parrish 1968. Haemaphysalis luzonensis ingår i släktet Haemaphysalis och familjen hårda fästingar. Inga underarter finns listade i Catalogue of Life.